# Kurihara

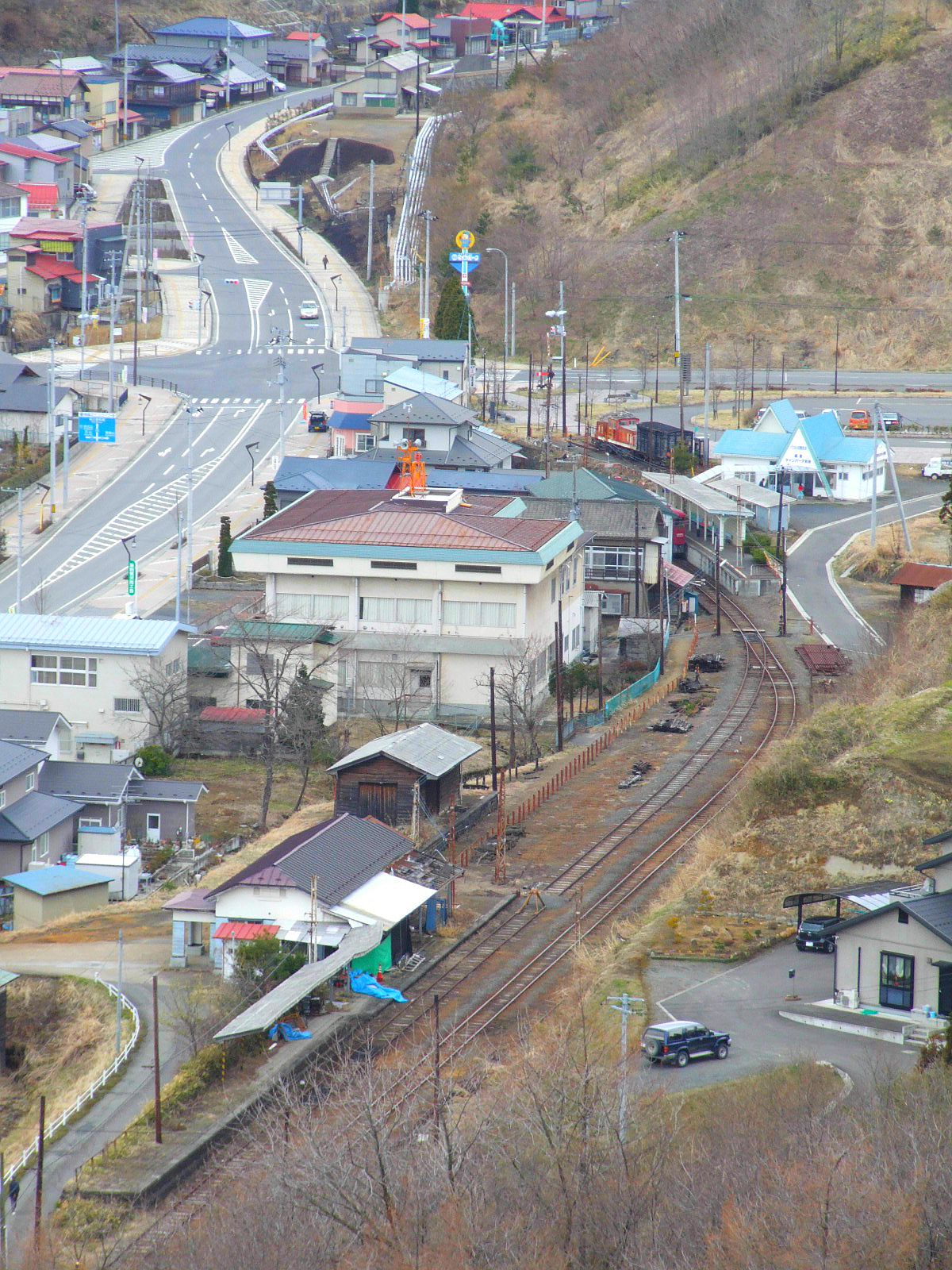
Estação Hosokura, em Kurihara

Kurihara (栗原市 -shi) é uma cidade japonesa localizada na província de Miyagi.
Em 2003 a cidade tinha uma população estimada em 81 798 habitantes e uma densidade populacional de 101,62 h/km². Tem uma área total de 804,93 km².
Recebeu o estatuto de cidade a 1 de Abril de 2005.